# Bullseye Lake
Bullseye Lake är en sjö i Antarktis. Den ligger i Östantarktis. Nya Zeeland gör anspråk på området. Bullseye Lake ligger 943 meter över havet.